# India Allen
Pamela Jean Stein Kimberley Conrad
Donna Edmondson Kimberley Conrad
India Allen, née India  Juliana Orban le 1er juin 1965, est une actrice et mannequin américaine. Elle est apparue en tant que playmate de Playboy  en décembre 1987, puis a été choisie comme Playmate de l'Année en 1988.

## Biographie
Elle est née à Portsmouth (en Virginie) et a grandi au sud-est des États-Unis : en Virginie, en Géorgie et en Caroline du Sud avant que la famille déménage, lorsqu'elle a eu 12 ans, vers la Californie. Son père était un pasteur anglican, d'origine britannique, et sa mère a des ascendances irlandaises et amérindiennes des Algonquins. Les études l'ont emmenée au Texas puis en Louisiane, elle voulait devenir vétérinaire. Repérée par une découvreuse de talents, elle commença, à 19 ans, une carrière dans le mannequinat et partit en Europe, posant surtout pour des maillots de bain.   
Elle a été encouragée par sa mère à s'investir dans le mannequinat, et à se présenter au magazine Playboy, mais tout d'abord n'a pas été intéressée. Cette suggestion resurgit quelques années après quand son agent l'a envoyée pour figurer dans un petit film parodique, dans le rôle d'une playmate dans le manoir Playboy. Pendant le tournage, elle fit la connaissance de Monique St. Pierre, la Playmate de l'Année 1979. Elle fut surprise d'apprendre que Monique St. Pierre avait été playmate, et elles devinrent amies. Après avoir pris connaissance de son pressbook, Monique l'accompagna aux studios photos de Playboy sur Sunset Boulevard pour y faire des tests. Elle fut choisie pour devenir Miss Décembre 1987, photographiée par Arny Freytag, suscitant l'enthousiasme de sa mère, de son fiancé de l'époque ainsi que de son père, auteur des photos qui avaient été à l'origine de ses débuts de mannequin. En 1988, elle devint la playmate de l'année et fut honorée de nombreux cadeaux dont un roadster California Countach blanc,.  
Par la suite, elle continua à poser (nombreuses apparitions dans les éditions spéciales de Playboy) et apparut aussi dans des séries de vidéos Playboy ainsi que dans plusieurs films, et exerça comme productrice de films érotiques. 
Au début des années 1980, elle a été mariée à un petit ami du collège de la Ball State University où elle avait étudié. Elle a été aussi brièvement mariée, au cours des années 1990, à Bill Macatee, un journaliste sportif dont elle eut une fille (née le 15 avril 1989) avant de divorcer. Six ans plus tard, elle a épousé un officier des Marines dont elle a eu un fils.   
En 1996, elle a été témoin lors du procès de O.J. Simpson et a déclaré qu'elle avait vu Simpson frapper celle qui était alors son épouse, en 1983, quand elle-même était employée dans une clinique vétérinaire à Beverly Hills. 
Paradoxalement, India se décrit comme très traditionaliste, que ce soit sur le plan social, politique (tendance "Républicains") ou religieux. Très croyante, elle fréquente assidûment l'église de son père, et participe avec dévouement à ses activités charitables.  
Une particularité est qu'elle est une grande amatrice de cigares : cette passion peu commune pour une femme lui a ouvert de nombreuses portes et permis des rencontres personnelles importantes.

## Filmographie
- Tattoo, a Love Story (2002)
- The Force (1994)
- Silk Degrees (1994)
- Seduce Me: Pamela Principle 2 (1994)
- Wild Cactus (1993)
- Round Numbers (1992)

### Comme scénariste
- 2000 : The Rowdy Girls de Steven Nevius

## Apparitions dans les numéros spéciaux dePlayboy
- Playboy's Women on the Move, Septembre 1988 - en couverture.
- Playboy's Book of Lingerie vol. 6, Mars 1989.
- Playboy's Girls of Summer '89, Août 1989.
- Playboy's Book of Lingerie vol. 9, Septembre 1989.
- Playboy's Girls of Summer '90, Août 1990 - pages 8, 87, 97.
- Playboy's Book of Lingerie vol. 15, Septembre 1990.
- Playboy's Nudes (# 1), Octobre 1990.
- Playboy's Wet & Wild Women (# 2), Décembre 1990.
- Playboy's Video Playmates, Août 1993.
- Playboy's Wet & Wild Playmates, Septembre 1994 - pages 78-79 & 84.
- Playboy's Book of Lingerie vol. 78, Mars 2001.